# Ixodes
Genre
Synonymes
- Eschatocephalus von Frauenfeld, 1853
- Ceratixodes Neuman, 1902
- Endopalpiger Schulze, 1935
- Exopalpiger Schulze, 1935
- Lepidixodes Schulze, 1935
- Sternalixodes Schulze, 1935
- Scaphixodes Schulze, 1941
- Pholeoixodes Schultze, 1942
- Ixodiopsis Filippova, 1957
- Arthuriella Santos Dias, 1958
- Trichotoixodes Reznik, 1961
- Pomerantzelia Feider, 1965
- Afrixodes Morel, 1966
- Haemixodes Kohls & Clifford, 1967
- Monoindex Emelyanova & Kozlovskaya, 1967
- Alloixodes Cerný, 1969
- Aborphysalis Hoogstraal, Dhanda & El Kaman, 1971
- Multidentatus Clifford, Sonenshine, Kierans & Kohls, 1973
- Partipalpiger Hoogstraal, Clifford, Saito & Keirans, 1973
- Amerixodes Morel, 1998
- Indixodes Morel, 1998

Ixodes est un genre de tiques de la famille des Ixodidae.
Certaines espèces du genre Ixodes s'attaquent à l'homme. En particulier Ixodes ricinus comptent parmi les quelques tiques qui en Europe véhiculent le plus fréquemment certaines maladies (parasitoses) transmissibles à l'Homme, dont la maladie de Lyme, les babésioses, les bartonelloses, la méningo-encéphalite à tique (ou Méningo-encéphalite verno-estivale), et l'encéphalite virale ovine chez le mouton.

## Description

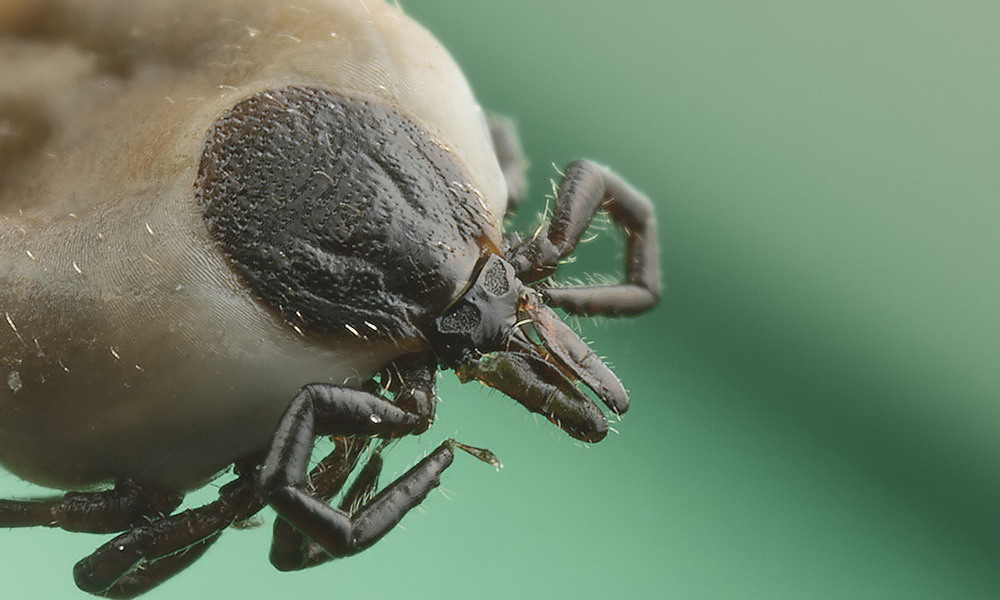
Ixodes ricinus, l'un des principaux vecteurs de la maladie de Lyme

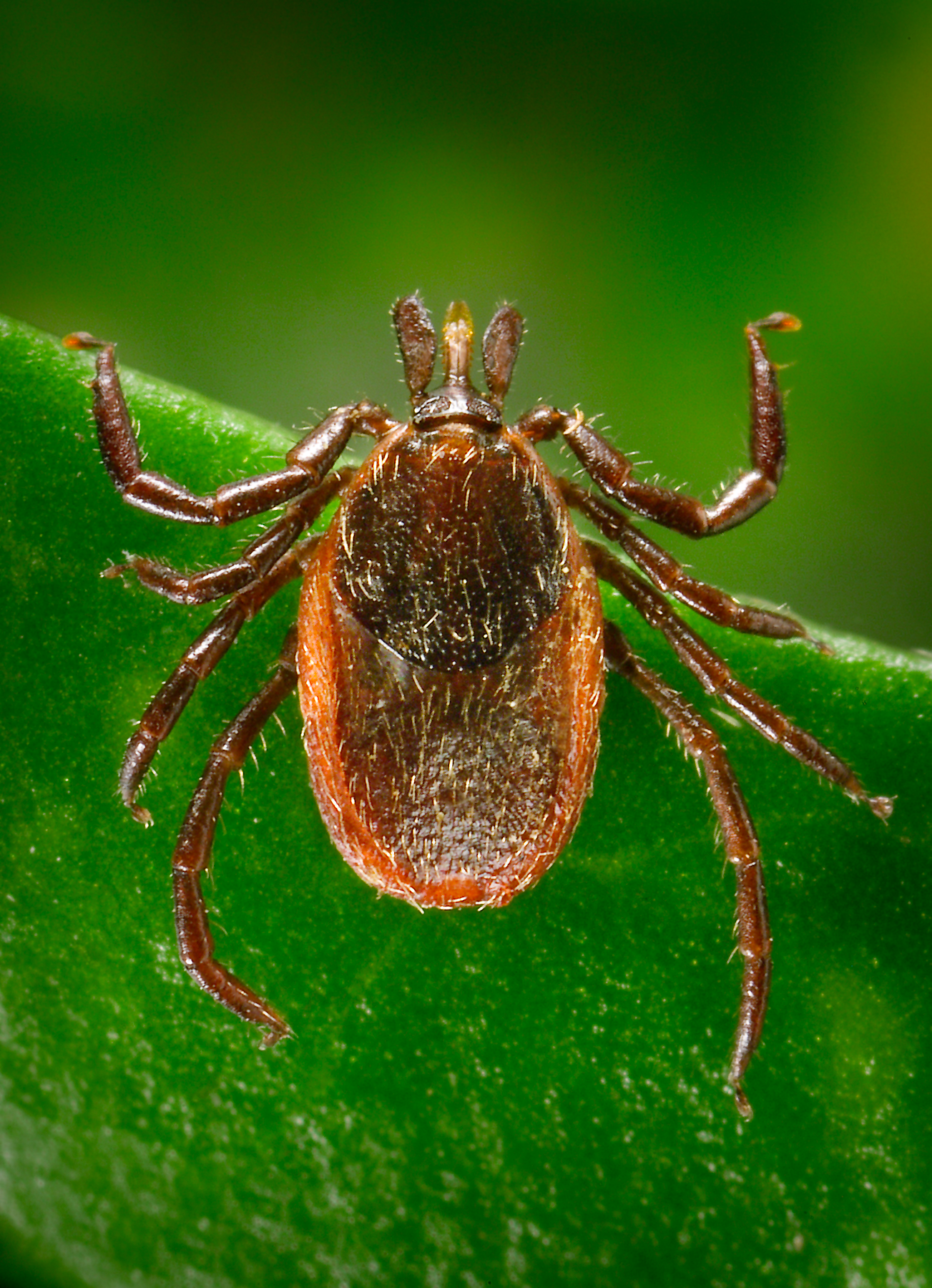
Ixodes pacificus

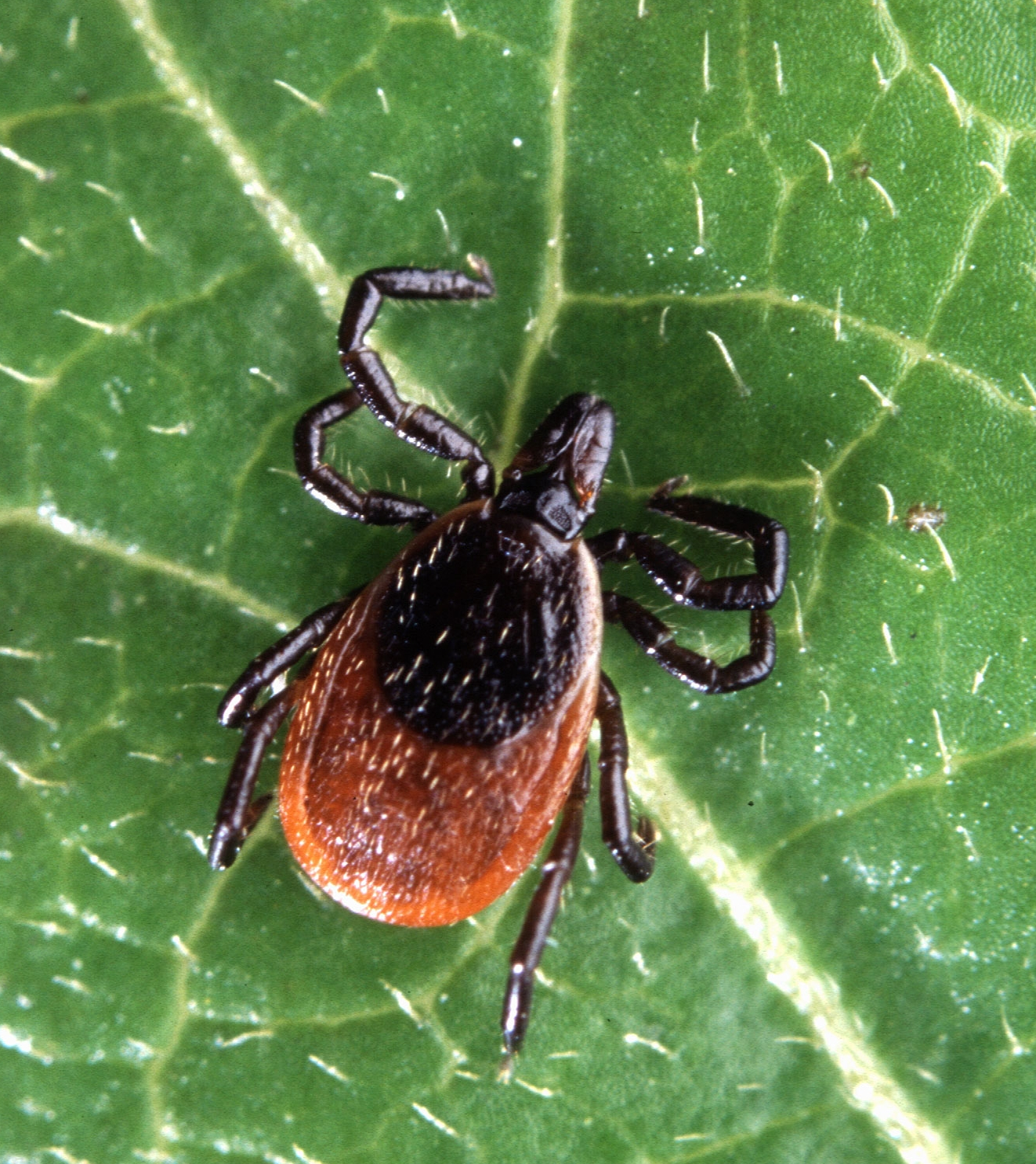
Ixodes scapularis

Ces acariens parasites sont dépourvus d'yeux, mais ils sont pourvus de cellules jouant un rôle similaire à celui de l'odorat (sur une patte) et de cellules photosensibles mises en évidence par Peter-Allan Diehl et Michèle Vlimant (Laboratoire de Physiologie animale, Neuchâtel, Suisse) sur les deux flancs de l'animal. L'animal sait ainsi s'il fait jour ou nuit, et peut détecter des mouvements d'animaux s'ils interceptent la lumière qui arrive à lui.

## Habitat
Tous les Ixodes vivent sur le sol ou près du sol (souvent dans les 50 à 60 premiers centimètres et dans la litière quand ils ne sont pas en attente d'un hôte, figés sur des herbacées, parfois sur les basses branches d'arbres ou buissons). Les milieux sont le plus souvent des forêts et bois, mais on en trouve dans les haies et zones boisées ou là où elle a pu être transportée par des animaux tels que cervidés ou sangliers. Ils sont plus nombreux dans les vallées et plus rare puis absents en altitude.

## Liste des espèces
Selon Guglielmone & al., 2010 :
- Ixodes abrocomae Lahille, 1916
- Ixodes acuminatus Neumann, 1901
- Ixodes acutitarsus (Karsch, 1880)
- Ixodes affinis Neumann, 1899
- Ixodes albignaci Uilenberg & Hoogstraal, 1969
- Ixodes alluaudi Neumann, 1913
- Ixodes amarali Fonseca, 1935
- Ixodes amersoni Kohls, 1966
- Ixodes anatis Chilton, 1904
- Ixodes andinus Kohls, 1956
- Ixodes angustus Neumann, 1899
- Ixodes antechini Roberts, 1960
- Ixodes apronophorus Schulze, 1924
- Ixodes arabukiensis Arthur, 1959
- Ixodes aragaoi Fonseca, 1935
- Ixodes arboricola Schulze & Schlottke, 1930
- Ixodes arebiensis Arthur, 1956
- Ixodes asanumai Kitaoka, 1973
- Ixodes aulacodi Arthur, 1956
- Ixodes auriculaelongae Arthur, 1958
- Ixodes auritulus Neumann, 1904
- Ixodes australiensis Neumann, 1904
- Ixodes baergi Cooley & Kohls, 1942
- Ixodes bakeri Arthur & Clifford, 1961
- Ixodes banksi Bishopp, 1911
- Ixodes bedfordi Arthur, 1959
- Ixodes bequaerti Cooley & Kohls, 1945
- Ixodes berlesei Birula, 1895
- Ixodes bivari Santos Dias, 1990
- Ixodes boliviensis Neumann, 1904
- Ixodes brewsterae Keirans, Clifford & Walker, 1982
- Ixodes browningi Arthur, 1956
- Ixodes brumpti Morel, 1965
- Ixodes brunneus Koch, 1844
- Ixodes calcarhebes Arthur & Zulu, 1980
- Ixodes caledonicus Nuttall, 1910
- Ixodes canisuga Johnston, 1849
- Ixodes capromydis Èern 1966
- Ixodes catherinei Keirans, Clifford & Walker, 1982
- Ixodes cavipalpus Nuttall & Warburton, 1908
- Ixodes ceylonensis Kohls, 1950
- Ixodes chilensis Kohls, 1956
- Ixodes colasbelcouri Arthur, 1957
- Ixodes collocaliae Schulze, 1937
- Ixodes columnae Takada & Fujita, 1992
- Ixodes conepati Cooley & Kohls, 1943
- Ixodes confusus Roberts, 1960
- Ixodes cookei Packard, 1869
- Ixodes cooleyi Aragão & Fonseca, 1951
- Ixodes copei Wilson, 1980
- Ixodes cordifer Neumann, 1908
- Ixodes cornuae Arthur, 1960
- Ixodes cornuatus Roberts, 1960
- Ixodes cornutus Lotozky, 1956
- Ixodes corwini Keirans, Clifford & Walker, 1982
- Ixodes crenulatus Koch, 1844
- Ixodes cuernavacensis Kohls & Clifford, 1966
- Ixodes cumulatimpunctatus Schulze, 1943
- Ixodes dampfi Cooley, 1943
- Ixodes daveyi Nuttall, 1913
- Ixodes dawesi Arthur, 1956
- Ixodes dendrolagi Wilson, 1967
- Ixodes dentatus Marx, 1899
- Ixodes dicei Keirans & Ajohda, 2003
- Ixodes diomedeae Arthur, 1958
- Ixodes diversifossus Neumann, 1899
- Ixodes djaronensis Neumann, 1907
- Ixodes domerguei Uilenberg & Hoogstraal, 1965
- Ixodes downsi Kohls, 1957
- Ixodes drakensbergensis Clifford, Theiler & Baker, 1975
- Ixodes eadsi Kohls & Clifford, 1964
- Ixodes eastoni Keirans & Clifford, 1983
- Ixodes eichhorni Nuttall, 1916
- Ixodes eldaricus Dzhaparidze, 1950
- Ixodes elongatus Bedford, 1929
- Ixodes eudyptidis Maskell, 1885
- Ixodes euplecti Arthur, 1958
- Ixodes evansi Arthur, 1956
- Ixodes fecialis Warburton & Nuttall, 1909
- Ixodes festai Tonelli-Rondelli, 1926
- Ixodes filippovae Černý, 1961
- Ixodes fossulatus Neumann, 1899
- Ixodes frontalis (Panzer, 1798)
- Ixodes fuscipes Koch, 1844
- Ixodes galapagoensis Clifford & Hoogstraal, 1980
- Ixodes ghilarovi Filippova & Panova, 1988
- Ixodes gibbosus Nuttall, 1916
- Ixodes granulatus Supino, 1897
- Ixodes gregsoni Lindquist, Wu & Redner, 1999
- Ixodes guatemalensis Kohls, 1956
- Ixodes hearlei Gregson, 1941
- Ixodes heinrichi Arthur, 1962
- Ixodes hexagonus Leach, 1815
- Ixodes himalayensis Dhanda & Kulkarni, 1969
- Ixodes hirsti Hassall, 1931
- Ixodes holocyclus Neumann, 1899
- Ixodes hoogstraali Arthur, 1955
- Ixodes howelli Cooley & Kohls, 1938
- Ixodes hyatti Clifford, Hoogstraal & Kohls, 1971
- Ixodes hydromyidis Swan, 1931
- Ixodes jacksoni Hoogstraal, 1967
- Ixodes jellisoni Cooley & Kohls, 1938
- Ixodes jonesae Kohls, Sonenshine & Clifford, 1969
- Ixodes kaiseri Arthur, 1957
- Ixodes kashmiricus Pomerantzev, 1948
- Ixodes kazakstani Olenev & Sorokoumov, 1934
- Ixodes kerguelenensis André & Colas-Belcour, 1942
- Ixodes kingi Bishopp, 1911
- Ixodes kohlsi Arthur, 1955
- Ixodes kopsteini (Oudemans, 1926)
- Ixodes kuntzi Hoogstraal & Kohls, 1965
- Ixodes laguri Olenev, 1929
- Ixodes lasallei Méndez Arocha & Ortiz, 1958
- Ixodes latus Arthur, 1958
- Ixodes laysanensis Wilson, 1964
- Ixodes lemuris Arthur, 1958
- Ixodes lewisi Arthur, 1965
- Ixodes lividus Koch, 1844
- Ixodes longiscutatus Boero, 1944
- Ixodes loricatus Neumann, 1899
- Ixodes loveridgei Arthur, 1958
- Ixodes luciae Sénevet, 1940
- Ixodes lunatus Neumann, 1907
- Ixodes luxuriosus Schulze, 1932
- Ixodes macfarlanei Keirans, Clifford & Walker, 1982
- Ixodes malayensis Kohls, 1962
- Ixodes marmotae Cooley & Kohls, 1938
- Ixodes marxi Banks, 1908
- Ixodes maslovi Emel´yanova & Kozlovskaya, 1967
- Ixodes matopi Spickett, Keirans, Norval & Clifford, 1981
- Ixodes mexicanus Cooley & Kohls, 1942
- Ixodes minor Neumann, 1902
- Ixodes minutae Arthur, 1959
- Ixodes mitchelli Kohls, Clifford & Hoogstraal, 1970
- Ixodes monospinosus Saito, 1968
- Ixodes montoyanus Cooley, 1944
- Ixodes moreli Arthur, 1957
- Ixodes moscharius Teng, 1982
- Ixodes moschiferi Nemenz, 1968
- Ixodes muniensis Arthur & Burrow, 1957
- Ixodes muris Bishopp & Smith, 1937
- Ixodes murreleti Cooley & Kohls, 1945
- Ixodes myospalacis Teng, 1986
- Ixodes myotomys Clifford & Hoogstraal, 1970
- Ixodes myrmecobii Roberts, 1962
- Ixodes nairobiensis Nuttall, 1916
- Ixodes nchisiensis Arthur, 1958
- Ixodes nectomys Kohls, 1956
- Ixodes neitzi Clifford, Walker & Keirans, 1977
- Ixodes nesomys Uilenberg & Hoogstraal, 1969
- Ixodes neuquenensis Ringuelet, 1947
- Ixodes nicolasi Santos Dias, 1982
- Ixodes nipponensis Kitaoka & Saito, 1967
- Ixodes nitens Neumann, 1904
- Ixodes nuttalli Lahille, 1913
- Ixodes nuttallianus Schulze, 1930
- Ixodes occultus Pomerantzev, 1946
- Ixodes ochotonae Gregson, 1941
- Ixodes okapiae Arthur, 1956
- Ixodes oldi Nuttall, 1913
- Ixodes ornithorhynchi Lucas, 1846
- Ixodes ovatus Neumann, 1899
- Ixodes pacificus Cooley & Kohls, 1943
- Ixodes paranaensis Barros-Battesti, Arzua, Pichorim & Keirans, 2003
- Ixodes pararicinus Keirans & Clifford, 1985
- Ixodes pavlovskyi Pomerantzev, 1946
- Ixodes percavatus Neumann, 1906
- Ixodes peromysci Augustson, 1940
- Ixodes persulcatus Schulze, 1930
- Ixodes petauristae Warburton, 1933
- Ixodes philipi Keirans & Kohls, 1970
- Ixodes pilosus Koch, 1844
- Ixodes pomerantzevi Serdjukova, 1941
- Ixodes pomerantzi Kohls, 1956
- Ixodes priscicollaris Schulze, 1932
- Ixodes procaviae Arthur & Burrow, 1957
- Ixodes prokopjevi (Emel´yanova, 1979)
- Ixodes radfordi Kohls, 1948
- Ixodes rageaui Arthur, 1958
- Ixodes randrianasoloi Uilenberg & Hoogstraal, 1969
- Ixodes rasus Neumann, 1899
- Ixodes redikorzevi Olenev, 1927
- Ixodes rhabdomysae Arthur, 1959
- Ixodes ricinus (Linnaeus, 1758)
- Ixodes rothschildi Nuttall & Warburton, 1911
- Ixodes rotundatus Arthur, 1958
- Ixodes rubicundus Neumann, 1904
- Ixodes rubidus Neumann, 1901
- Ixodes rugicollis Schulze & Schlottke, 1930
- Ixodes rugosus Bishopp, 1911
- Ixodes sachalinensis Filippova, 1971
- Ixodes scapularis Say, 1821
- Ixodes schillingsi Neumann, 1901
- Ixodes schulzei Aragão & Fonseca, 1951
- Ixodes sculptus Neumann, 1904
- Ixodes semenovi Olenev, 1929
- Ixodes shahi Clifford, Hoogstraal & Kohls, 1971
- Ixodes siamensis Kitaoka & Suzuki, 1983
- Ixodes sigelos Keirans, Clifford & Corwin, 1976
- Ixodes signatus Birula, 1895
- Ixodes simplex Neumann, 1906
- Ixodes sinaloa Kohls & Clifford, 1966
- Ixodes sinensis Teng, 1977
- Ixodes soricis Gregson, 1942
- Ixodes spinae Arthur, 1958
- Ixodes spinicoxalis Neumann, 1899
- Ixodes spinipalpis Hadwen & Nuttall, 1916
- Ixodes steini Schulze, 1932
- Ixodes stilesi Neumann, 1911
- Ixodes stromi Filippova, 1957
- Ixodes subterraneus Filippova, 1961
- Ixodes taglei Kohls, 1969
- Ixodes tamaulipas Kohls & Clifford, 1966
- Ixodes tancitarius Cooley & Kohls, 1942
- Ixodes tanuki Saito, 1964
- Ixodes tapirus Kohls, 1956
- Ixodes tasmani Neumann, 1899
- Ixodes tecpanensis Kohls, 1956
- Ixodes texanus Banks, 1909
- Ixodes theilerae Arthur, 1953
- Ixodes thomasae Arthur & Burrow, 1957
- Ixodes tiptoni Kohls & Clifford, 1962
- Ixodes tovari Cooley, 1945
- Ixodes transvaalensis Clifford & Hoogstraal, 1966
- Ixodes trianguliceps Birula, 1895
- Ixodes trichosuri Roberts, 1960
- Ixodes tropicalis Kohls, 1956
- Ixodes turdus Nakatsuji, 1942
- Ixodes ugandanus Neumann, 1906
- Ixodes unicavatus Neumann, 1908
- Ixodes uriae White, 1852
- Ixodes vanidicus Schulze, 1943
- Ixodes venezuelensis Kohls, 1953
- Ixodes ventalloi Gil Collado, 1936
- Ixodes vespertilionis Koch, 1844
- Ixodes vestitus Neumann, 1908
- Ixodes victoriensis Nuttall, 1916
- Ixodes walkerae Clifford, Kohls & Hoogstraal, 1968
- Ixodes werneri Kohls, 1950
- Ixodes woodi Bishopp, 1911
- Ixodes zaglossi Kohls, 1960
- Ixodes zairensis Keirans, Clifford & Walker, 1982
- †Ixodes succineus Weidner, 1964

## Vecteur de parasitoses
Les Ixodes, comme toutes les tiques, se développent en passant par plusieurs stades. Elles doivent se nourrir de sang. Les individus de chaque stade partent donc en quête d'un hôte à parasiter. La quête se fait durant la belle saison, de mai à septembre avec des variations selon la latitude et l'altitude. Les Ixodes semblent très sensibles au climat, en particulier à la douceur des températures hivernales et aux températures nocturnes de la belle saison.
Les déplacements des nymphes d'Ixodes ricinus sont essentiellement nocturnes et sont fortement influencés par les conditions thermohygrométriques (Perret J.-L., 2000) avec deux précisions écoépidémiologiquement importantes : 
- En laboratoire, ces déplacements doublent (en moyenne) quand la température augmente de 10 °C, ce à partir de 15 °C
- De plus, quand l'atmosphère est plus sèche et plus chaude, les déplacements de cet arthropode sont plus nombreux et se font sur une distance qui peut doubler.

Le drainage des forêts et leur déshydratation par les routes qui les traversent et par les coupes rases, combinés au réchauffement climatique pourraient donc exacerber la circulation de tiques telles qu'I. ricinus, et fortement augmenter le risque qu'elles piquent de nouvelles espèces réservoir, et étendent ainsi les zones endémiques de la maladie.

### Maladie de Lyme
La maladie de Lyme semble émergente et en forte voie d'augmentation, ce qui semble pouvoir être expliqué par une prolifération des tiques dans de nombreuses régions boisées ou forestières de l'hémisphère nord. Cette prolifération pourrait être facilitée par un réchauffement climatique et par certaines modifications environnementales :
- régression des prédateurs ;
- régression des hyper-parasites des tiques ;
- augmentation de populations-réservoirs (micromammifères) ;
- augmentation d'espèces porteuses de borrélies pathogènes (espèces-gibier dont cervidés et sangliers qui peuvent rapidement les véhiculer sur de grandes distances) favorisées par l'agrainage et par le recul ou la disparition de leurs prédateurs sauvages qui n'éliminent donc plus les animaux malades ou les plus parasités.

Des études montrent que la prévalence des borrélies chez les tiques Ixodes est importante, bien qu'avec de fortes variations régionales et altitudinales, le taux de tiques infectées et le nombre de tiques varient sensiblement selon les années et selon le gradient altitudinal, mais (à titre d'exemple et pour cette zone et période d'étude) :
Les ixodes peuvent véhiculer et inoculer plusieurs espèces de borrelia :  B. garinii, B. burgdorferi (sensu stricto), B. afzelii, B. valaisiana, et B. lusitaniae. Les nymphes sont généralement bien moins infectées que les adultes.

## Étymologie
Le nom « Ixodes » vient du grec ixodès qui signifie « gluant »; la glu était une colle naturelle issue des baies du gui (appelé « ixos » par les grecs) ; et certaines tiques blanches gonflées ressemblent effectivement à une baie de gui allongée, par ailleurs fortement accrochée à la peau, comme si elle y était parfaitement collée.

## Publication originale
- Latreille, 1795 : Observations sur la variété des organes de la bouche des Tiques, et distribution méthodique des insectes de cette famille d'après des caractères établis sur la conformation de ces organes. Revue Encyclopédique, vol. 4, p. 15-20.